# Brachygobius aggregatus
Brachygobius aggregatus es una especie de peces de la familia de los Gobiidae en el orden de los Perciformes.

## Morfología
Los machos pueden llegar a alcanzar los 4,4 cm de longitud total.

## Alimentación
Come zooplancton.

## Hábitat
Es un pez de clima tropical y demersal.

## Distribución geográfica
Se encuentran en Asia: desde el río Mekong en las Filipinas.

## Observaciones
Es inofensivo para los humanos.